# یونیون‌ویل، شهرستان باتلر، پنسیلوانیا
یونیون‌ویل (به انگلیسی: Unionville) یک منطقهٔ مسکونی در ایالات متحده آمریکا است که در شهرستان باتلر، پنسیلوانیا واقع شده‌است. یونیون‌ویل ۶٫۷ کیلومتر مربع مساحت و ۹۶۲ نفر جمعیت دارد و ۳۹۱٫۰۶ متر بالاتر از سطح دریا واقع شده‌است.